# Synagoge (Dolyna, Ternopil)

Synagoge zwischen 1920 und 1930

Die Synagoge in Dolyna in der ukrainischen Oblast Ternopil wurde um 1700 erbaut und im Zweiten Weltkrieg zerstört.

## Geschichte
Das Hauptgebäude der hölzernen Synagoge wurde um 1700 erbaut. Wahrscheinlich zwischen 1750 und 1800 wurde an der Westseite ein steinerner Vorbau mit einem kleinen Gebetsraum und einem weiteren Gebetsraum für Frauen im 1. Stock angefügt. 1928 wurde sie als äußerst baufällig eingestuft und deshalb 1934 renoviert.
Im Zweiten Weltkrieg wurde sie völlig zerstört.

## Architektur
Das hölzerne Gebäude stand auf einem steinernen Sockel. Die quadratische Haupthalle war 10,20 × 10,20 m groß. Die Wände hatten eine Höhe von 6,60 m; der höchste Punkt des Gewölbes war 10,60 m. An jeder Seite waren 2 Fenstergruppen mit je 2 Fenstern angebracht, wobei die Fenster auf der Westseite durch den Anbau verdeckt wurden. Die Fenster und auch die Türen hatten Rundbögen.
Der steinerne Anbau wurde ohne Rücksicht auf den Plan des Hauptgebäudes angefügt; so befand sich die hölzerne Decke des Gebetsraums für Frauen auf halber Höhe der Fenster.
Der 6,50 m hohe Toraschrein war aus dem Jahr 1795 und hatte auf seiner Spitze eine bronzene Adlerfigur. Die Säulen waren mehrfarbig.
Die Bima stand in der Mitte zwischen Eingang und den Treppen zum Toraschrein.